# Södra Ripa sandars naturreservat
Södra Ripa sandars naturreservat är ett naturreservat i Kristianstads kommun i Skåne län.
Området är naturskyddat sedan 2023 och är 73 hektar stort. Reservatet ligger väster om Åhus och består av magra sandmarker som betas.